# Callejon
För fotbollsspelaren, se José Callejón.

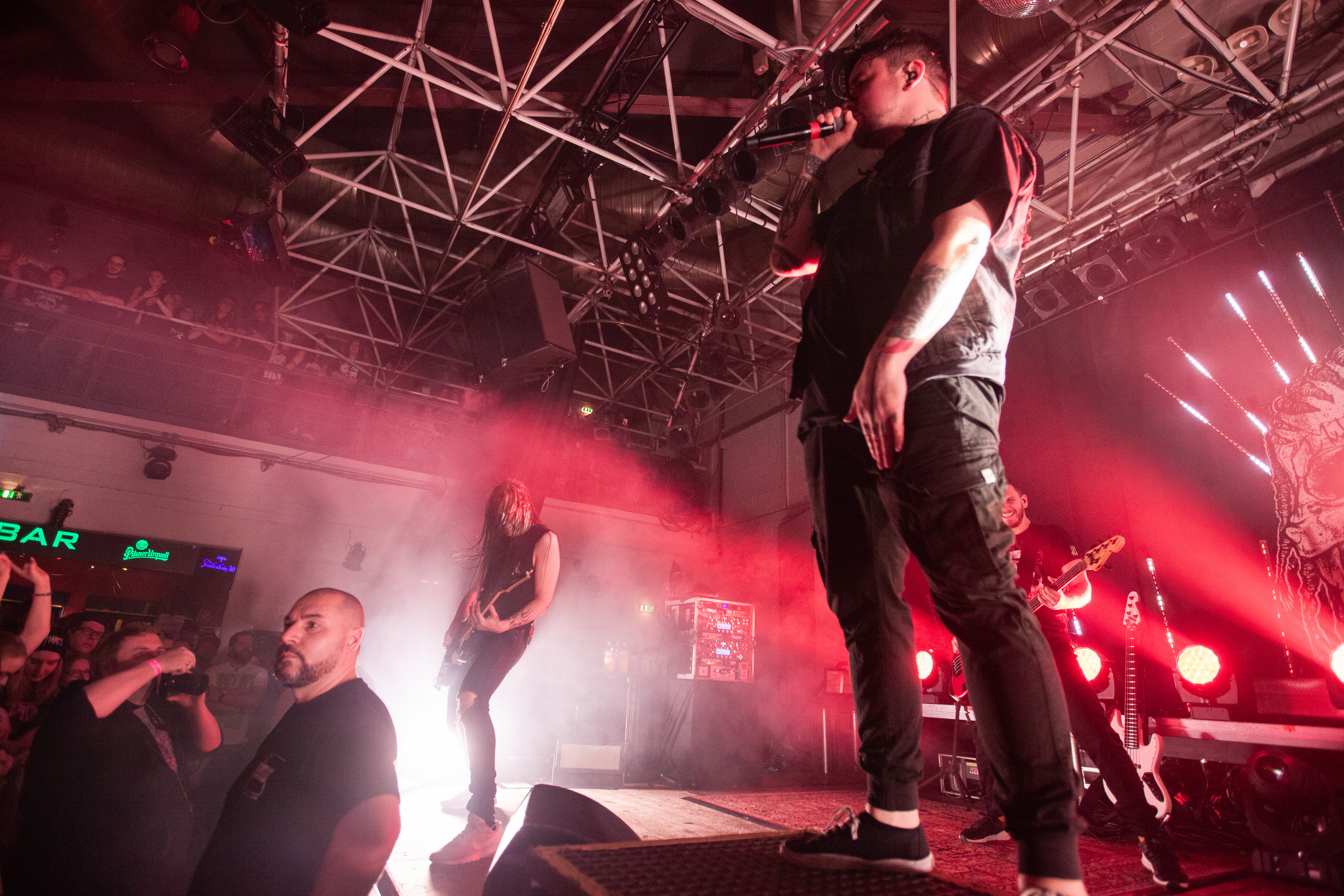
Sångare Bastian BastiBasti Sobtzick

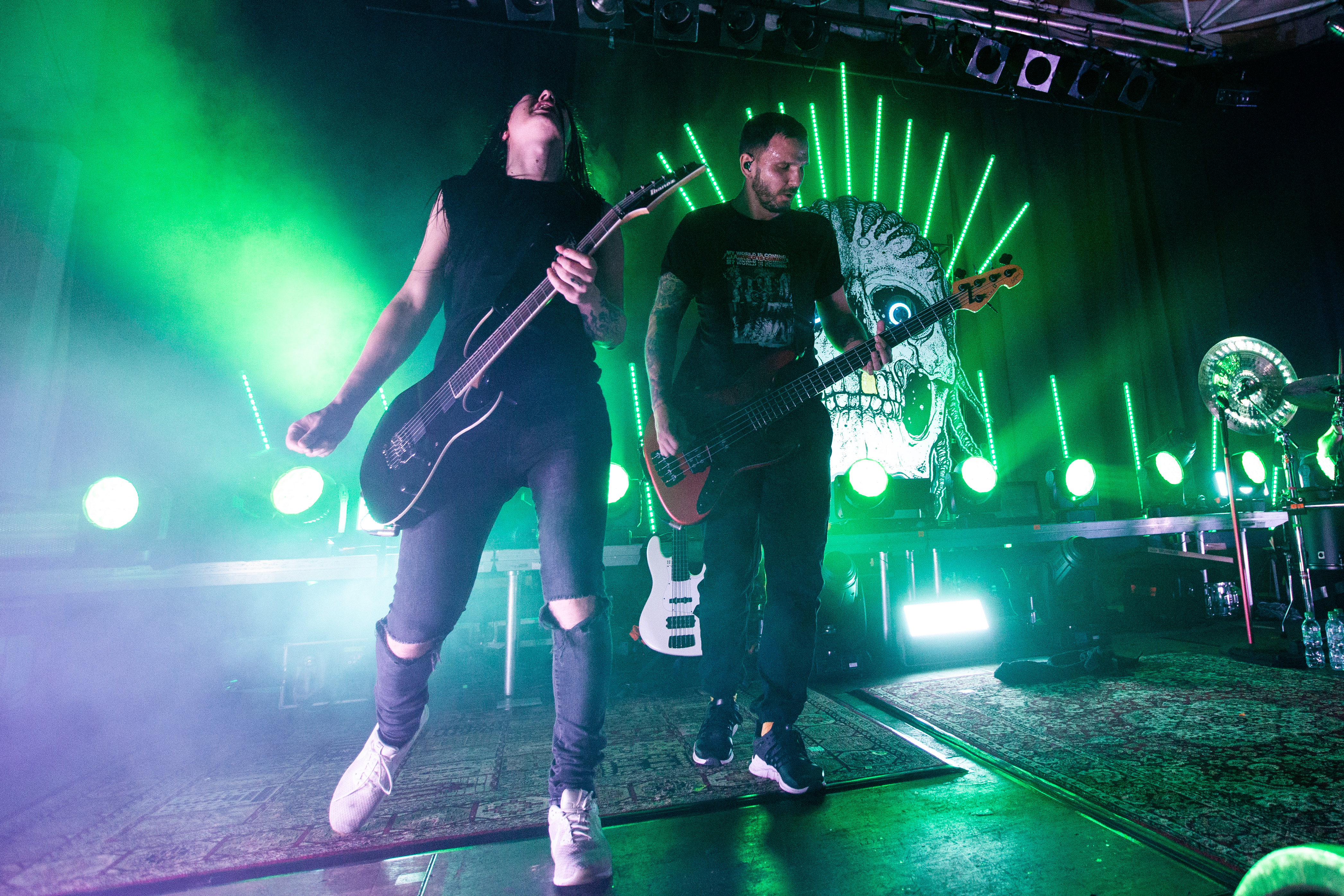
Gitarrist Bernhard Horn och basist Thorsten Becker

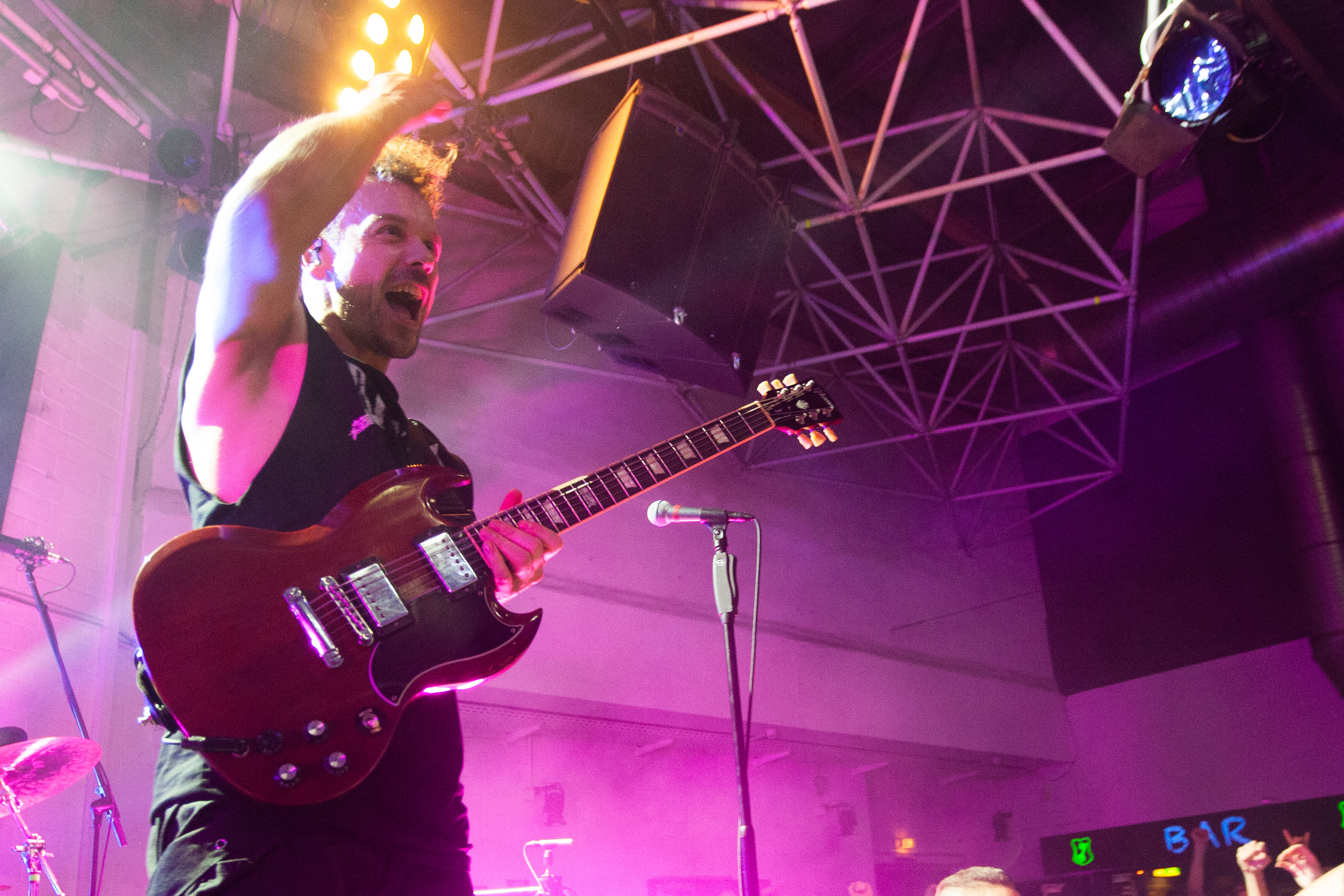
Gitarrist Christoph Kotsche Koterzina

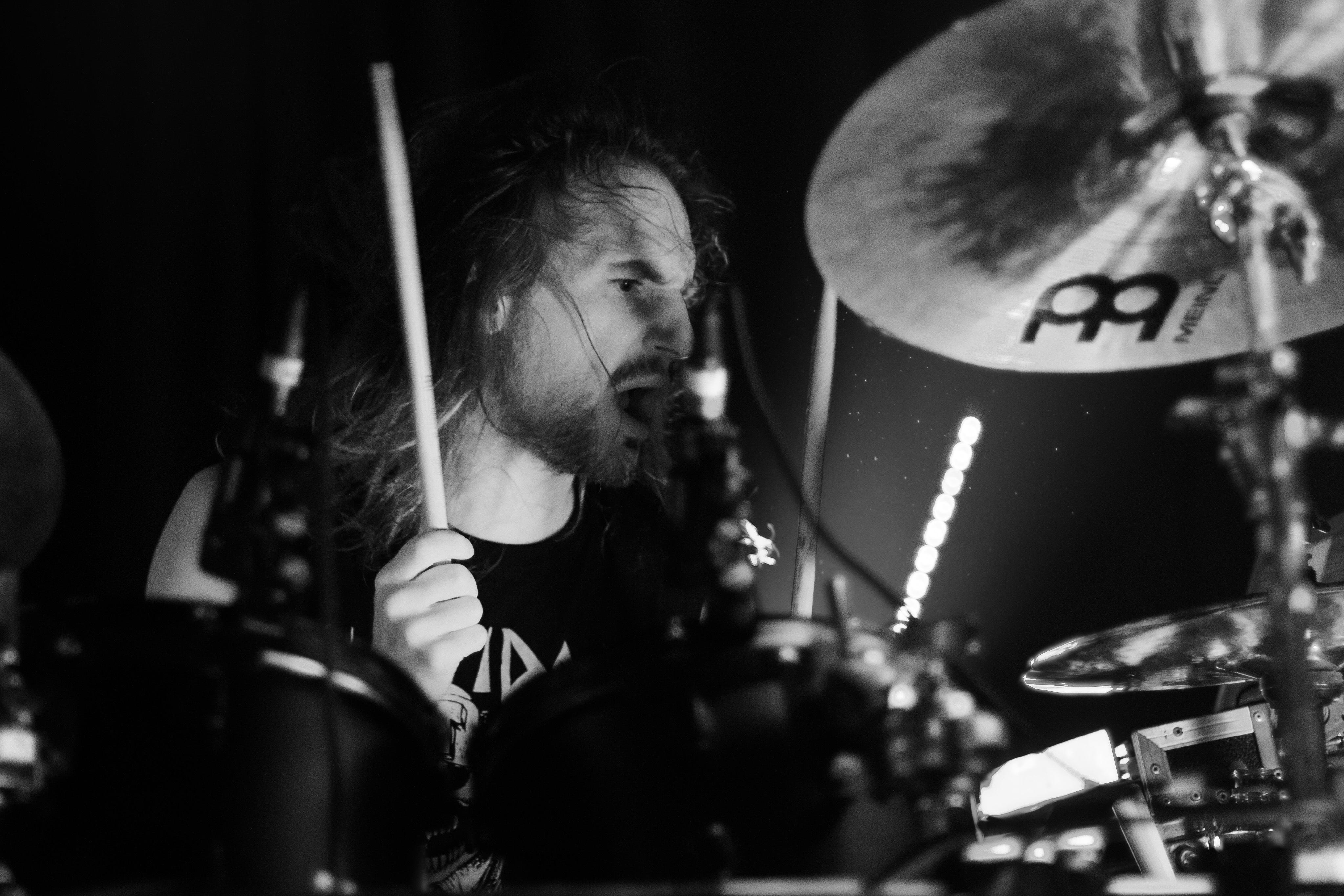
Drummer Maximilian Kotze Kotzmann

Callejon är ett tyskt metalcoreband. Bandet bildades 2002 och har släppt tre album.                                 
Medlemmarna kommer från Düsseldorf, Ratingen och Köln.

## Medlemmar
Nuvarande medlemmar
- Bastian "BastiBasti" Sobtzick – sång (2002– )
- Bernhard Horn – gitarr (2002– )
- Thorsten Becker – basgitarr (2006– )
- Maximilian "Kotze" Kotzmann – trummor (2010– )
- Christoph "Kotsche" Koterzina – gitarr (2011– )

Tidigare medlemmar
- Frank Walther – basgitarr
- Simon Vohberger – basgitarr
- Stefan Vohberger – gitarr (2002–2007)
- Sebastian Gallinat – basgitarr (2002–?; död 2010)
- Sven Wasel – trummor (2002–2007)
- Thomas Buschhausen – gitarr (2006–2011)

## Diskografi
Studioalbum
- 2006 – Willkommen Im Beerdigungscafe
- 2007 – Fauler Zauber Dunkel Herz
- 2008 – Zombieactionhauptquartier
- 2010 – Videodrom
- 2012 – Blitzkreuz
- 2013 – Man spricht Deutsch
- 2015 – Wir Sind Angst
- 2017 – Fandigo

Livealbum
- 2015 – Live in Köln

EP
- 2005 – Chronos
- 2007 – Fauler Zauber Dunkelherz

Demo
- 2003 – Demo 2003

Singlar
- 2008 – Zombiefied / Porn from Spain
- 2009 – Phantomschmerz
- 2010 – Sommer, Liebe, Kokain
- 2011 – Wherever I May Roam
- 2012 – Feindliche Übernahme
- 2012 – Porn From Spain 2
- 2012 – Kind im Nebel
- 2014 – Dunkelherz
- 2017 – Utopia
- 2017 – Monroe
- 2017 – Noch einmal
- 2017 – Hölle Stufe 4